# Radiciseta blechni
Radiciseta blechni är en svampart som beskrevs av Sawada & Katsuki 1959. Radiciseta blechni ingår i släktet Radiciseta, divisionen sporsäcksvampar och riket svampar.   Inga underarter finns listade i Catalogue of Life.